# Transports du Val-de-Ruz
Die Compagnie des Transports du Val-de-Ruz (VR) war eine Verkehrsgesellschaft im Kanton Neuenburg in der Schweiz. Bis 1947 lautete ihre Firmenbezeichnung Compagnie du Chemin de fer Régional du Val-de-Ruz et Compagnie des Autotransports du Val-de-Ruz. 1999 ging das Unternehmen in der Gesellschaft TRN SA auf, welche ihrerseits 2012 zu den Transports Publics Neuchâtelois oder kurz transN fusionierte, die das Val-de-Ruz heute mit Autobussen bedient.

## Verkehrsangebote
- 1903 bis 1948 betrieb das Unternehmen die Strassenbahn Les Hauts-Geneveys–Villiers.
- 1948 bis 1984 funktionierte der Trolleybus Val de Ruz auf der früheren Strassenbahnstrecke sowie von 1949 bis 1969 auf der Strecke Cernier–Valangin und von dort weiter bis Neuenburg im Gemeinschaftsbetrieb mit der TN, die heute ebenfalls zur transN gehört.
- Ab 1920 wurde die Strecke Cernier–Valangin mit Autobussen bedient. Später kamen Linien nach Grand-Savagnier und Landeyeux dazu, schliesslich dann auch (wieder) das vormals elektrische Netz.